# Nikolaus Ferber
Nikolaus Ferber (* um 1483 in Herborn; † 15. April 1535 in Toulouse), auch Nikolaus von Herborn, war Kontroverstheologe und Mitglied des Franziskanerordens.
Er trat in den Franziskanerorden ein und studierte in Köln. Um 1520 war er Guardian des Konvents in Marburg und trat 1526 bei der Homberger Synode in einer Disputation gegen den vormaligen Franziskaner-Observanten und evangelischen Theologen Franz Lambert von Avignon auf. Ab 1527 war er Guardian in Brühl und Domprediger am Kölner Dom, von 1529 bis 1532 Provinzial der Kölnischen Ordensprovinz. Er war entschiedener Gegner der Reformation. Wegen seines entschlossenen Einsatzes gegen die neuen Bewegung des Protestantismus wurde er nach seinem Auftritt auf dem Herrentag von Kopenhagen im Jahr 1530 auf Dänisch Stagefyr „Brandfackel“ genannt. Von 1532 bis zu seinem Tod war er als Generalkommissar des Ordens für die cismontanen Ordensprovinzen (Italien, Österreich, Ungarn und Polen) tätig. In dieser Zeit förderte er besonders die Mission.